# Álvaro Campuzano
Álvaro Marcial Campuzano (Barrero, Paraguay; 12 de junio de 1995) es un futbolista paraguayo. Juega de centrocampista y su equipo actual es el Club Libertad de la Primera División. Es internacional absoluto con la selección de Paraguay desde 2023.

## Trayectoria
Nacido en Barrero, Campuzano pasó por las inferiores del Club Libertad, Rubio Ñú y el Cerro Porteño. Comenzó su carrera en 2015 en el Rubio Ñú.
En octubre de 2020, el centrocampista firmó en el Club Libertad.

## Selección nacional
Debutó en la selección de Paraguay el 18 de junio de 2023 ante Nicaragua.

## Estadísticas
Actualizado al último partido disputado el 3 de septiembre de 2023 (Solo Primera División).
| Club                  | Div.          | Temporada     | Liga  | Liga  | Copas nacionales | Copas nacionales | Copas internacionales | Copas internacionales | Total | Total |
| Club                  | Div.          | Temporada     | Part. | Goles | Part.            | Goles            | Part.                 | Goles                 | Part. | Goles |
| --------------------- | ------------- | ------------- | ----- | ----- | ---------------- | ---------------- | --------------------- | --------------------- | ----- | ----- |
| Rubio Ñú Paraguay     | 1.ª           | 2015          | 15    | 0     | —                | —                | —                     | —                     | 15    | 0     |
| Rubio Ñú Paraguay     | 1.ª           | 2016          | 21    | 0     | —                | —                | —                     | —                     | 21    | 0     |
| Rubio Ñú Paraguay     | 1.ª           | 2017          | 22    | 1     | —                | —                | —                     | —                     | 22    | 1     |
| Rubio Ñú Paraguay     | Total club    | Total club    | 58    | 1     | 0                | 0                | 0                     | 0                     | 58    | 1     |
| General Díaz Paraguay | 1.ª           | 2019          | 21    | 1     | —                | —                | —                     | —                     | 21    | 1     |
| General Díaz Paraguay | 1.ª           | 2020          | 20    | 2     | —                | —                | —                     | —                     | 20    | 2     |
| General Díaz Paraguay | Total club    | Total club    | 41    | 3     | 0                | 0                | 0                     | 0                     | 41    | 3     |
| Libertad Paraguay     | 1.ª           | 2020          | 7     | 2     | —                | —                | 4                     | 0                     | 11    | 2     |
| Libertad Paraguay     | 1.ª           | 2021          | 0     | 0     | —                | —                | 0                     | 0                     | 0     | 0     |
| Libertad Paraguay     | 1.ª           | 2022          | 12    | 1     | —                | —                | 2                     | 0                     | 14    | 1     |
| Libertad Paraguay     | 1.ª           | 2023          | 23    | 0     | —                | —                | 9                     | 0                     | 32    | 0     |
| Libertad Paraguay     | Total club    | Total club    | 42    | 3     | 0                | 0                | 15                    | 0                     | 57    | 3     |
| Total carrera         | Total carrera | Total carrera | 141   | 7     | 0                | 0                | 15                    | 0                     | 156   | 7     |

## Palmarés

### Títulos nacionales
| Título           | Club          | País     | Año           |
| ---------------- | ------------- | -------- | ------------- |
| Primera División | Club Libertad | Paraguay | Apertura 2021 |
| Primera División | Club Libertad | Paraguay | Apertura 2022 |

## Vida personal
De origen humilde, Campuzano nunca conoció a su padre, su madre migró por trabajo a la Argentina cuando él tenía 4 años, y fue criado por sus abuelos.